# Roberto Marcelo Levingston
Roberto Marcelo Levingston Laborda, argentinski general, * 19. januar 1920, San Luis, † 17. junij 2015.
Laborda je bil predsednik Argentine (1970–1971).